# 대한민국 제19대 대통령 선거 제주특별자치도
이 문서는 대한민국 제19대 대통령 선거의 제주특별자치도 지역 개표 결과이다.

## 개표 결과

### 제주시
|  | 46.25% |

|  | 20.59% |

|  | 17.67% |

|  | 8.68% |

|  | 6.21% |

|  | 0.13% |

|  | 0.09% |

|  | 0.09% |

|  | 0.07% |

|  | 0.06% |

|  | 0.05% |

|  | 0.03% |

|  | 0.02% |

### 서귀포시
|  | 43.50% |

|  | 21.75% |

|  | 19.91% |

|  | 8.07% |

|  | 5.86% |

|  | 0.18% |

|  | 0.17% |

|  | 0.11% |

|  | 0.11% |

|  | 0.11% |

|  | 0.08% |

|  | 0.07% |

|  | 0.03% |

## 전체 결과
|  | 45.51% |

|  | 20.90% |

|  | 18.27% |

|  | 8.51% |

|  | 6.11% |

|  | 0.14% |

|  | 0.10% |

|  | 0.08% |

|  | 0.08% |

|  | 0.07% |

|  | 0.07% |

|  | 0.06% |

|  | 0.03% |

더불어민주당 문재인 후보가 45.51%의 득표율을 기록하면서 제주특별자치도에서 1위를 차지했다. 이로써 민주당계 정당은 2002년 16대 대선 이후 15년만에 제주특별자치도에서 승리했으며 제주특별자치도로 전환된 이후 대선 첫 승을 기록했다.
국민의당 안철수 후보는 20.90%의 득표율을 기록하면서 2위를 차지했다.
자유한국당 홍준표 후보는 18.27%의 득표율로 3위를 차지했다. 홍준표 후보는 10%대 득표율에 머무르면서 부진했다.
정의당 심상정 후보는 8.51%의 득표율로 4위를 차지했다. 심상정 후보는 제주특별자치도에서 전국 최고 득표율을 기록하면서 선전했다.
바른정당 유승민 후보는 6.11%의 득표율로 5위에 자리했다.

### 주요 후보 결과
| 지역     | 문재인  | 문재인 | 홍준표 | 홍준표 | 안철수 | 안철수 | 유승민 | 유승민 | 심상정 | 심상정 |
| 지역     | 득표수  | 득표율 | 득표수 | 득표율 | 득표수 | 득표율 | 득표수 | 득표율 | 득표수 | 득표율 |
| -------- | ------- | ------ | ------ | ------ | ------ | ------ | ------ | ------ | ------ | ------ |
| 제주시   | 125,717 | 46.25% | 48,027 | 17.67% | 55,971 | 20.59% | 16,885 | 6.21%  | 23,592 | 8.68%  |
| 서귀포시 | 43,776  | 43.50% | 20,036 | 19.91% | 21,890 | 21.75% | 5,899  | 5.86%  | 8,124  | 8.07%  |

더불어민주당 문재인 후보가 제주시와 서귀포시에서 모두 승리했다. 두 지역에서 모두 40%대 득표율을 차지했으며 2위를 차지한 안철수 후보와 20%p 이상의 격차를 내며 압승을 거두었다.
국민의당 안철수 후보는 두 지역 모두 2위를 차지했다. 또한 두 지역에서 모두 20% 이상의 득표율을 기록했다.
자유한국당 홍준표 후보는 제주시와 서귀포시에서 모두 10%대 득표율에 머무르며 3위를 차지했다. 홍준표 후보는 서귀포시에서 20%에 근접한 득표율을 얻으면서 제주시에 비해 좋은 성적을 거두었다.
정의당 심상정 후보는 두 지역에서 모두 4위를 차지했다. 심상정 후보는 두 지역에서 모두 8%대 득표율을 기록하였다.
바른정당 유승민 후보는 두 지역에서 모두 5위에 자리했다.

## 같이 보기
- 대한민국 제19대 대통령 선거